# Близкие друзья (Сезон 4)
Премьера четвёртого сезона американо-канадского сериала «Близкие друзья» (англ. Queer As Folk) состоялась 18 апреля 2004 года на каналах «Showtime» в США и 19 апреля 2004 года на «Showcase» Канаде. Сезон состоит из 14 эпизодов.

## Сюжет
После нападения на молодого актёра-трансвестита, Джастин знакомится с активистом Коди Бэллом, который организовал так называемую «Розовую бригаду», состоящую из геев, готовых дать физический отпор агрессивным гетеросексуалам. Однако со временем, политика Коди относительной деятельности «Бригады» становится всё жёстче, и юноша готов избить каждого, кто сказал что-то плохое в его адрес. Члены «Бригады» даже стригутся одинаково. Коди же учит Джастина самообороне и как обращаться с оружием. Но переломный момент для Джастина наступает, когда он вновь встречает Криса Хоббса.
Мэлани готовится к одному из самых важных дел в её жизни — лесбийская пара хочет отсудить у бывшего мужа одной из женщин право на опеку над их ребёнком. Всё идёт, как планировалось, однако вскоре выясняется, что дело будет слушаться другими судьёй, гомофобно-настроенным. Пара решает отказаться от услуг Мэлани, что сильно расстраивает женщину. Однако затем она понимает, что под сомнения не ставилась её компетенция, а рассматривался лишь расклад, при котором больше симпатий судьи добьётся гетеросексуальный мужчина-адвокат. Между тем, Линдси приходится работать с экстравагантным и очень харизматичным художником Сэмом, с которым у девушки начинается страстный роман.
Вик принимает решение съехаться со своим возлюбленным Родни. Дэбби тяжело переживает эти перемены, так как она всю жизнь прожила с братом. Она постоянно ссорится с ним, но однажды Майкл и Эмметт находят Вика мёртвым, что становится большим шоком для всей семьи Новотны. Между тем, Бен и Майкл пробуют новую роль — роль родителей ВИЧ+ подростка по имени Джеймс Монтгомери, зовущего себя «Хантером», от которого отказалась мать, узнав о болезни.
Тэд возвращается из клиники и пытается наладить жизнь. Он начинает работать бухгалтером в рекламном агентстве Брайана, уволенного со старой должности после истории со Стоквеллом. Его дружба с Блэйком, который теперь работает психологом в клинике, перерастает в нечто большее, однако Блейк считает, что новые отношению помешают Тэду заново строить жизнь.
Брайан узнаёт, что у него рак яичек. Он никому об этом не говорит и втайне делает операцию по удалению, надеясь на выздоровление — в противном случае, рак распространится по всему телу и поразит важные органы. Джастин понимает, что с Брайаном происходит что-то неладное. Юноша решает не давить на него, а лишь говорит, что любит его, и будет ждать возвращения Брайана. Однако позже желание оставаться независимым и страх, что его бросят, приводят к тому, что его отношения с Джастином находятся на грани распада.
Эмметт знакомится со звездой футбола, Дрю Бойдом, который ведёт себя агрессивно по отношению к геям, а в вечер знакомства у двух мужчин происходит секс — у них начинает роман, несмотря на то, что Бойд собирается жениться на девушке летом. Разумеется, о тайных встречах Эмметта и Дрю в отеле никто не должен знать.
Вся улица готовится к благотворительному велосипедному пробегу, который начинается в Канаде. Во время этой поездки многое меняется для жителей Либерти-авеню.

## В ролях
| Основной состав: - Гейл Харольд — Брайан Кинни - Хэл Спаркс — Майкл Новотны - Ренди Харрисон — Джастин Тейлор - Питер Пейдж — Эмметт Ханикатт - Скотт Лоуэлл — Теодор Шмидт - Теа Гилл — Линдси Питерсон - Мишель Клуни — Мелани Маркус - Шерон Глесс — Дебби Новотны - Джек Уэзеролл — Вик Грасси - Роберт Гант — Профессор Бен Брукнер | Приглашённые звёзды: - Дин Армстронг — Блэйк Визэки - Гаррис Аллан — Джеймс «Хантер» Монтгомери - Питер Макнилл — Детектив Карл Хорват - Мэтт Батталья — Дрю Бойд - Шерри Миллер — Дженнифер Тейлор - Макила Смит — Дафни Чендерс - Карло Рота — Гарднер Вэнс - Робин Томас — Сэм Ауэрбах - Митч Моррис — Коди Бэлл - Мэрэдит Хэндерсон — Кэлли Лисон - Стэфани Мур — Синтия - Майк Шара — Бретт Келлер - Гарри Бреннан — Родни - Марни МакФейл — Рита Монтгомери - Райан Келли — Даррен / Шандра Лиир - Алек МакКлюр — Крис Хоббс - Адам Харрингтон — Коннор Джеймс |

## Описание эпизодов
| Эпизод | Название                                                                    | Дата выхода в эфир (2004)          | Режиссёр        | Сценаристы                                |
| --- | --------------------------------------------------------------------------- | ---------------------------------- | --------------- | ----------------------------------------- |
| |                                                                             |                                    |                 |                                           |
| 4x01 (57) | «Just A Little Help» «Небольшая помощь»                                     | 18 апреля (США) 19 апреля (Канада) | Кэлли Мэйкин    | Рон Коэн и Дэниэл Липман                  |
| Эмметт узнаёт, что Тэд находится в клинике и навещает его. Мать Хантера угрожает засудить Бена и Майкла, который всё ещё находится в бегах с Хантером. Брайан застревает в долгах. Когда бывший босс просит его вернуться на работу, мужчина отказывается — он пытается открыть свое рекламное агентство, однако неудачно, поскольку все его клиенты отказываются от продления контракта. Стоквелла арестовывают за укрывательство преступника. Блейк и Тэд вновь сближаются. Мэлани берётся защищать интересы Хантера в суде; после того, как юноша в зале суда после поцелуя с матерью озвучивает свой ВИЧ-статус, женщина реагирует злобно и неадекватно, что склоняет судью изменить первоначальное решение и присудить опеку Майклу и Бену. Брайан решает продать свою квартиру, чтобы погасить долги, не желая принимать ничьей помощи. Джастин рассказывает Мел и Линдси, что Брайан на самом деле оплатил показ той разоблачающей рекламы Стоквелла. Это вдохновляет друзей открыть небольшой сбор средств, и после небольшого сомнения Брайан принимает собранные деньги, произнося, что иногда нужно уметь погасить свою гордость. Серия заканчивается нападением неизвестных на молодого травести-артиста Даррена и его последующим избиением. |                                                                             |                                    |                 |                                           |
| |                                                                             |                                    |                 |                                           |
| 4x02 (58) | «Stand Up For Ourselves» «Постоять за себя»                                 | 25 апреля (США) 26 апреля (Канада) | Джереми Подэзва | Рон Коэн, Дэниэл Липман и Майкл МакЛеннон |
| Брайан вновь пытается открыть собственное рекламное агентство, но уже привлекая новых клиентов. Тэд выходит из реабилитационной клиники, и Блэйк помогает ему постепенно наладить жизнь. Эмметт и Майкл отправляются в гей-коммуну, живущую в лесу, и получают вдохновляющий опыт. Брайан переманивает к себе клиента, разработав новую кампанию рекламы препарата для улучшения самочувствия ВИЧ-больных. Даррен отказывается идти в полицию на опознание из-за страха быть вновь избитым, если виновных не накажут; Джастин пытается натолкнуть его на свершение правосудия, и в порыве ссоры Даррен задевает старую рану Джастина, напомнив, что сам юноша смирился с несправедливым наказанием Криса Хоббса. Это подталкивает Джастина примкнуть к группе гей-сопротивления, возглавляемой молодым мужчиной по имени Коди Бэлл. |                                                                             |                                    |                 |                                           |
| |                                                                             |                                    |                 |                                           |
| 4x03 (59) | «Starting A Whole New Life» «Начиная новую жизнь»                           | 2 мая (США) 3 мая (Канада)         | Крис Гризмер    | Рон Коэн, Дэниэл Липман и Брэд Фрэйзер    |
| Джастин бреет голову в знак присоединения к гей-сопротивлению «Розовая бригада», и вместе с ещё несколькими добровольцами они начинают патрулировать улицы для защиты геев от нападок натуралов, несмотря на неодобрение Брайана. Тэд, последовав совету Блейка, втайне ото всех устраивается работать в ресторан, где официанты поют оперу для посетителей. Узнав об этом, друзья делают ему сюрприз, но Тэд реагирует плохо. Вик решает переехать жить к Родни, оставив Дэбби одну. Брайан наконец находит подходящее место для своего офиса в бывших «Банях». В конце серии напарник Джастина и главарь сопротивления Коди высказывает мысль начать вести более агрессивную политику сопротивления — не защиту, а нападение. Они уходят с Либерти-авеню и находят «традиционный» квартал, где начинают целоваться, привлекая внимание одного недовольного мужчины. Словесная перепалка перерастает в драку с подачи Коди, и Джастин наносит мужчине удар кулаком. |                                                                             |                                    |                 |                                           |
| |                                                                             |                                    |                 |                                           |
| 4x04 (60) | «Escalating Violence» «Растущая жестокость»                                 | 9 мая (США) 10 мая (Канада)        | Кевин Инч       | Рон Коэн, Дэниэл Липман и Дэл Шорс        |
| Коди учит Джастина самозащите. Брайан нанимает Тэда в качестве бухгалтера в своё агентство, а Джастин понимает, что Коди стал очень жестоким и зашёл слишком далеко в своём желании противостоять агрессивным гомофобам. Появление социального работника, который должен принять решение о судьбе Хантера, застаёт врасплох Бена и Майкла. Мэлани берётся за непростое дело — она пытается отсудить право на опеку над ребёнком своей подруги-лесбиянки у её бывшего мужа. Дэбби слишком часто приходит в квартиру Бена и Майкла. Эмметт пытается найти место для секса, пока живёт у Мэлани и Линдси. |                                                                             |                                    |                 |                                           |
| |                                                                             |                                    |                 |                                           |
| 4x05 (61) | «How Far You Can Go» «Как далеко ты сможешь зайти?»                         | 16 мая (США) 17 мая (Канада)       | Кэлли Мэйкин    | Рон Коэн, Дэниэл Липман и Шон Постофф     |
| Дэбби чувствует себя покинутой. Бен хочет знать честное мнение Майкла о его новой книге, но Майкл не знает, как быть — он признаётся Брайану, что книга показалась ему ужасно скучной. Коди пытается пробудить в Джастине его ярость и учит, как обращаться с оружием. Подруга Мэлани отказывается от её услуг адвоката в пользу мужчины, когда выясняется, что делом будет заниматься гомофобно-настроенный судья. Коди узнаёт, что Крис Хоббс напал на Джастина и уговаривает юношу отомстить ему. Дафни приходит в офис Брайана и высказывает свои опасения насчёт его участия в «Розовой бригаде». По совету Брайана Майкл высказывает Бену своё настоящее мнение относительно книги. Джастин и Коди подкарауливают Криса Хоббса у его дома, и после того, как Хоббс отказывается извиняться, Джастин достает пистолет и начинает угрожать ему. В последний момент, после небольшого раздумия, Джастин решает не причинять Крису вред и уходит, несмотря на злые возгласы недовольного Коди. |                                                                             |                                    |                 |                                           |
| |                                                                             |                                    |                 |                                           |
| 4x06 (62) | «Death In The Family» «Смерть пришла в семью»                               | 23 мая (США) 24 мая (Канада)       | Брюс МакДональд | Рон Коэн, Дэниэл Липман и Майкл МакЛеннон |
| Брайан официально открывает своё рекламное агентство «Киннетик». Майкл и Джастин получают предложение от голливудского режиссёра экранизировать комикс «Rage», однако неожиданный успех партнёра вызывает негативную реакцию у Бена. Эмметт переезжает жить к Дэбби. Линдси пытается уговорить знаменитого и талантливого художника провести выставку, и мужчина начинает домогаться ее. Блэйк просит Эмметта наладить отношения с Тэдом. Вик и Дэбби сильно ссорятся. Брайан и Джастин заключают пари — кто первый соблазнит понравившегося парня. Помогая переносить вещи, Эммет и Майкл находят умершего от приступа холестерина Вика. Дэбби тяжело воспринимает это известие и то, что они так и не смогли помириться. Дома у Дэбби, в присутствии всех друзей, Брайан говорит о том, что Вику повезло умереть вот так, и разозленная Дэбби, дав мужчине пощечину, выгоняет его. Джастин разочарован тем, что Брайан не намерен прекратить пари несмотря на обстоятельства. Тэд и Блэйк проводят ночь вместе. Брайан выигрывает спор; мужчина, с которым он спал, оказывается доктором и рекомендует Брайану сходить на обследование, поскольку у него есть опухоль яичка. |                                                                             |                                    |                 |                                           |
| |                                                                             |                                    |                 |                                           |
| 4x07 (63) | «Preponderance Of Death» «Преимущество смерти»                              | 30 мая (США) 31 мая (Канада)       | Алекс Чаппл     | Рон Коэн, Дэниэл Липман и Брэд Фрэйзер    |
| Врач ставит Брайану диагноз - рак яичек - и говорит, что есть два варианта - либо ему удаляют одно яичко, либо рак распространится дальше по всему телу. Брайан никому не рассказывает о поставленном диагнозе. Дэбби, Майкл и все остальные едут на похороны Вика. Блэйк отказывается от дальнейших отношений, поскольку считает, что Тэд сейчас должен быть сосредоточен только на себе и своем выздоровлении. Эмметт решает помириться с Тэдом. Джастина начинают беспокоить отказы Брайана от секса и его поведение. Дэбби получает письмо Вика, написанное им несколько лет назад, где он просит не отчаиваться в связи с его возможной смертью и устроить вечеринку в его честь - Дэбби решает исполнить последнее желание брата и устроить собственное Рождество в феврале, пригласив всех. Подавленный отказом Блэйка Тэд покупает наркотики, но в последний момент передумывает и выбрасывает их. Брайан говорит всем, что улетает в Барселону и Мадрид - на самом деле он ложится в больницу для операции. |                                                                             |                                    |                 |                                           |
| |                                                                             |                                    |                 |                                           |
| 4x08 (64) | «Two Kinds Of Lies» «Разновидность лжи»                                     | 6 июня (США) 7 июня (Канада)       | Брюс МакДональд | Рон Коэн, Дэниэл Липман и Дэл Шорс        |
| Дэбби чувствует себя одинокой и хочет быть с Карлом, однако женщина не может признаться в этом даже самой себе. Брайан скрывает ото всех свою болезнь, однако Джастин случайно прослушивает сообщение от лечащего врача на автоответчике. Между тем, Джастин и Майкл получают предложение от голливудского продюсера, Бретта Келлера, но Бен считает, что тот — проходимец. Дэбби хочет установить на могиле Вик дорогой памятник, и Майкл понимает, что его мать переживает из-за ссоры, произошедшей перед смертью Вика. Между Линдси и её клиентом, художником Сэмом, возникает дружба, а позже Линдси пишет картины с его обнажённой натуры. Когда Майкл признается Брайану, что знает о его болезни и что об этом ему сказал Джастин, Брайан выкидывает вещи юноши из своей квартиры и рвет с ним отношения. |                                                                             |                                    |                 |                                           |
| |                                                                             |                                    |                 |                                           |
| 4x09 (65) | «Have Some Balls» «Будь мужиком»                                            | 13 июня (США) 14 июня (Канада)     | Кевин Инч       | Рон Коэн, Дэниэл Липман и Шон Постофф     |
| Майкл просит Хантера не упоминать о возможном контракте с Келлером при Бене. Между тем, переживая из-за успеха Майкла и из-за собственной неудачи с новой книгой, Бен сближается с восторгающимся им бывшим студентом Энтони. Джастин злится на Майкла за то, что тот рассказал Брайану о том, что они в курсе его болезни, и Майкл объясняет причину, почему Брайан так повел себя с Джастином. Сэм начинает проявлять больший интерес к Линдси, нежели обычное дружеское участие. Тэд думает, что Брайан употребляет наркотики, но мужчина признается, что у него рак и просит никому не говорить об этом. Дэбби приходит к Карлу, чтобы наладить с ним отношения и узнаёт, что он встречается с другой женщиной. На одном из устроенных им мероприятий Эмметт знакомится со звёздным футболистом Дрю Бойдом, и между ними вскоре происходит секс. Майкл посещает вместе с Мэлани занятия для беременных. После разговора с Майклом, Джастин приходит к Брайану и говорит, что не бросит его. |                                                                             |                                    |                 |                                           |
| |                                                                             |                                    |                 |                                           |
| 4x10 (66) | «The Snake In Paradise» «Неприятности в Раю»                                | 20 июня (США) 21 июня (Канада)     | Джон Фосэтт     | Рон Коэн, Дэниэл Липман и Майкл МакЛеннон |
| У Эмметта начинается секс-роман с Дрю Бойдом, однако Эмметта смущает тот факт, что Дрю отрицает гей-отношения и оскорбительно высказывается в адрес геев. Брайан продолжает курс лечения и переживает, что не может заниматься сексом. Брайан говорит Дэбби, что у него рак. Сэм и Линдси занимаются сексом. Тэд ищет знаменитых спортсменов для новой рекламной кампании, и Эмметт предлагает кандидатуру Дрю, который после небольших раздумий все же соглашается. Майкл и Джастин отправляются в магазин китайской медицины — им продают средство, которое должно помочь Брайану быстрее восстановиться. Дэбби молится и встречает в храме Джоан, мать Брайана, и говорит ей, что у её сына рак. Бен узнаёт, что Энтони одержим идеей заразиться ВИЧ, и отказывает юноше в сексе. Джоан встречается с Брайаном и пытается утешить его, однако вскоре высказывает мысль, что Бог послал Брайану рак в наказание за гомосексуальность, и ему был дан второй шанс, чтобы исправить грехи. Огорченный, Брайан ссорится с матерью. Бен встречает Энтони и узнает, что после отказа тот пошел на вечеринку и осознанно занялся незащищенным сексом с множеством людей; эта тяжелая ситуация вдохновляет мужчину написать книгу, основанную на Энтони, и после того, как Бен дает почитать рукопись Майклу, тот говорит, что это превосходно. |                                                                             |                                    |                 |                                           |
| |                                                                             |                                    |                 |                                           |
| 4x11 (67) | «Gay Or Straight? That’s The Question» «Гей или натурал — вот в чём вопрос» | 27 июня (США) 28 июня (Канада)     | Том Бэст        | Рон Коэн, Дэниэл Липман и Дэл Шорс        |
| Хантер начинает поздно приходить домой, и после расспросов говорит Бену и Майклу, что у него кое-кто появился. В городе появляется организатор благотворительных мероприятий, Джеффри Пендрграсс, который намерен провести сбор средств в поддержку питтсбурского хосписа для больных ВИЧ; мужчина также получает процент от собранных денег себе на самый минимум, как он сам говорит, однако Брайан понимает, что Джеффри тратит их на слишком роскошную жизнь. Эмметт начинает замечать, как Дрю, вначале презирающий любое проявление нежности в их тайных гей-отношениях, постепенно меняется и оттаивает. Сэм ищет встречи с игнорирующей его Линдси. Дэбби хочет вернуть Карла и вскоре понимает, что и сам мужчина все также неравнодушен к ней. Бен и Майкл уверены, что у Хантера появился бойфренд, и оказываются неправы - на самом деле Хантер встречается с девушкой. Брайан пытается взять с Джеффри обещание передать всю собранную сумму хоспису. В назначенное время Дрю не приходит на встречу, и Эмметт, позже рассказывая Тэду об их секретном романе, признается, что влюбился. Сэм улетает из Питтсбурга и зовет Линдси с собой; женщина отказывается, и на прощание Сэм целует ее - это видит из окна Мелани, которая воспринимает измену жены как предательство и не желает прощать ее. От директора хосписа Брайан узнает, что сбор средств отменяется совсем, поскольку Джеффри Пендрграсс спешно уехал из Питтсбурга. |                                                                             |                                    |                 |                                           |
| |                                                                             |                                    |                 |                                           |
| 4x12 (68) | «Irritation & Separation» «Раздражение и расставание»                       | 4 июля (США) 5 июля (Канада)       | Кэлли Мэйкин    | Рон Коэн, Дэниэл Липман и Брэд Фрэйзер    |
| Родители Кэлли, девушки, с которой встречается Хантер, приглашают Бена и Майкла на ужин. Хантер признаётся Кэлли, что он болен, и они занимаются сексом. Брайан решает принять участие в «Пробеге Либерти 2004» — благотворительном заезде на велосипедах, и, хотя лечащий врач рекомендовал Брайану отдых, начинает заниматься на велотренажерах вместе со всеми. Дрю вновь появляется в жизни Эмметта — он говорит, что скучал по нему и приглашает на свидание. Эммет воспринимает свидание как признание их отношений перед людьми, но оказывается, что Дрю просто выкупает весь ресторан на один вечер. Родители Кэлли узнают, что у Хантера ВИЧ и, придя к Майклу и Бену, просят Хантера прекратить встречаться с их дочерью. Невеста Дрю, Сиерра, просит Эмметта стать организатором их свадьбы, но Эмметт отказывается. После того, как Дрю говорит, что не намерен раскрывать их отношений перед публикой и кем-либо, чтобы не потерять славу, Эмметт бросает его. Втайне ото всех Брайан продолжает заниматься на велотренажере, несмотря на плохое самочувствие. |                                                                             |                                    |                 |                                           |
| |                                                                             |                                    |                 |                                           |
| 4x13 (69) | «Proposal Of Two Kinds» «Предложение двух типов»                            | 11 июля (США) 12 июля (Канада)     | Майкл ДэКарло   | Рон Коэн, Дэниэл Липман и Шон Построфф    |
| Либерти-авеню готовится к велосипедному пробегу от Торонто до Питтсбурга. Мэлани прописан постельный режим до конца беременности. Брайан тайком продолжает тренироваться по ночам. Карл говорит Майклу, что хочет сделать Дэбби предложение. Тэд не хочет ехать на пробег, боясь сорваться без посещения группы поддержки, но благодаря поддержке Эмметта в последний момент успевает запрыгнуть в автобус. Дэбби говорит "да" Карлу. До начала поездки Бен делает Майклу предложение, поскольку в Торонто геям юридически и официально разрешено вступать в брак. Позже ко всем остальным в Торонто присоединяется прилетевший на самолете Брайан, желающий принять участие в пробеге; Майкл делится с другом предложением Бена, и, несмотря на неодобрение Брайана, дает свое согласие. Джастин пропускает пробег и отправляется в Голливуд насчёт экранизации «Rage», где отстаивает свой взгляд на будущий фильм. Линдси и Мелани приходят к выводу, что им нужно разойтись. Бен и Майкл женятся в Торонто. Серия заканчивается началом велосипедного пробега. |                                                                             |                                    |                 |                                           |
| |                                                                             |                                    |                 |                                           |
| 4x14 (70) | «Liberty Ride» «Дорога к свободе»                                           | 18 июля (США) 19 июля (Канада)     | Кэлли Мэйкин    | Рон Коэн и Дэниэл Липман                  |
| После свадьбы в Торонто Бена и Майкла останавливают у границы, поскольку в их родных Соединенных Штатах гей-браки недействительны, что вызывает гнев Дэбби. Мелани и Линдси приходят к окончательному решению закончить отношения и начинают обсуждать дальнейшую жизнь без друг друга. Участники пробега находятся в дороге — на одной из остановок Брайан устраивает вечеринку с еврейским музыкальным ансамблем по случаю свадьбы Бена и Майкла. Джастин всё ещё находится в Голливуде и получает предложение от Бретта Келлера остаться в Лос-Анджелесе еще на восемь месяцев как ассистента художника-постановщика. У Мелани начинаются роды, и она просит Линдси быть с ней, несмотря на расставание. Эмметт предлагает Тэду заехать на встречу «12 шагов» в небольшом городке, а потом присоединиться к пробегу - в итоге они сбиваются с пути, но благодаря Эмметту собрание все равно проходит в числе двух единственных участников. Брайан падает с велосипеда и получает перелом ключицы. Несмотря на доводы друзей и врача о схождении с пробега, Брайан все-равно продолжает участие, руля одной рукой и превозмогая боль - Майкл поддерживает его. Хоспис получает большую сумму с велосипедного пробега; с подачи Брайана учреждение переименовывают в «Дом Вика Грасси». Джастин соглашается на предложение Бретта и возвращается в Питтсбург, успев застать финиширование Брайана вместе с Майклом. Мелани рожает девочку, которую называет Дженни Ребекка. Дэбби отказывается от брака с Карлом, так как не хочет жениться, если Бен и Майклу нельзя сделать это, однако предлагает жить вместе. Брайан, не зная о согласии Джастина на работу, предлагает юноше снова переехать в свою квартиру. |                                                                             |                                    |                 |                                           |
| |                                                                             |                                    |                 |                                           |

## Выход на видео
В США четвёртый сезон сериала был издан на DVD 5 апреля 2005 год. DVD-набор под названием «The Complete Fourth Season. Collector’s Edition» состоял из 5 дисков, на которых кроме 14 эпизодов расположились дополнительные материалы:
- В клубе «Вавилон»
- Стиль сериала
- Как снимался фильм «Say Uncle»
- Трейлер фильма «Say Uncle»
- Фрагменты фильма «The Unseen»
- Анимированная фото-галерея
- Биографии
- Превью

В России сериал ни на DVD, ни на VHS не издавался.